# Оль-э-Ренод
Оль-э-Рено́д (фр. Ols-et-Rinhodes, окс. Òls) — коммуна во Франции, находится в регионе Окситания. Департамент — Аверон. Входит в состав кантона Вильнёв. Округ коммуны — Вильфранш-де-Руэрг.
Код INSEE коммуны — 12175.
Коммуна расположена приблизительно в 490 км к югу от Парижа, в 105 км северо-восточнее Тулузы, в 55 км к западу от Родеза.

## Население
Население коммуны на 2008 год составляло 145 человек.
| 1962 | 1968 | 1975 | 1982 | 1990 | 1999 | 2008 |
| ---- | ---- | ---- | ---- | ---- | ---- | ---- |
| 113  | 115  | 122  | 128  | 137  | 120  | 145  |

## Администрация
| Период | Период | Фамилия           | Партия | Примечания |
| ------ | ------ | ----------------- | ------ | ---------- |
| 2001   | 2008   | Ален Савиньяк     |        |            |
| 2008   |        | Кристиан Сент-Афр |        |            |

## Экономика
В 2007 году среди 78 человек в трудоспособном возрасте (15—64 лет) 65 были экономически активными, 13 — неактивными (показатель активности — 83,3 %, в 1999 году было 66,3 %). Из 65 активных работали 62 человека (32 мужчины и 30 женщин), безработными были 3 женщины. Среди 13 неактивных 1 человек был учеником или студентом, 6 — пенсионерами, 6 были неактивными по другим причинам.

## Фотогалерея

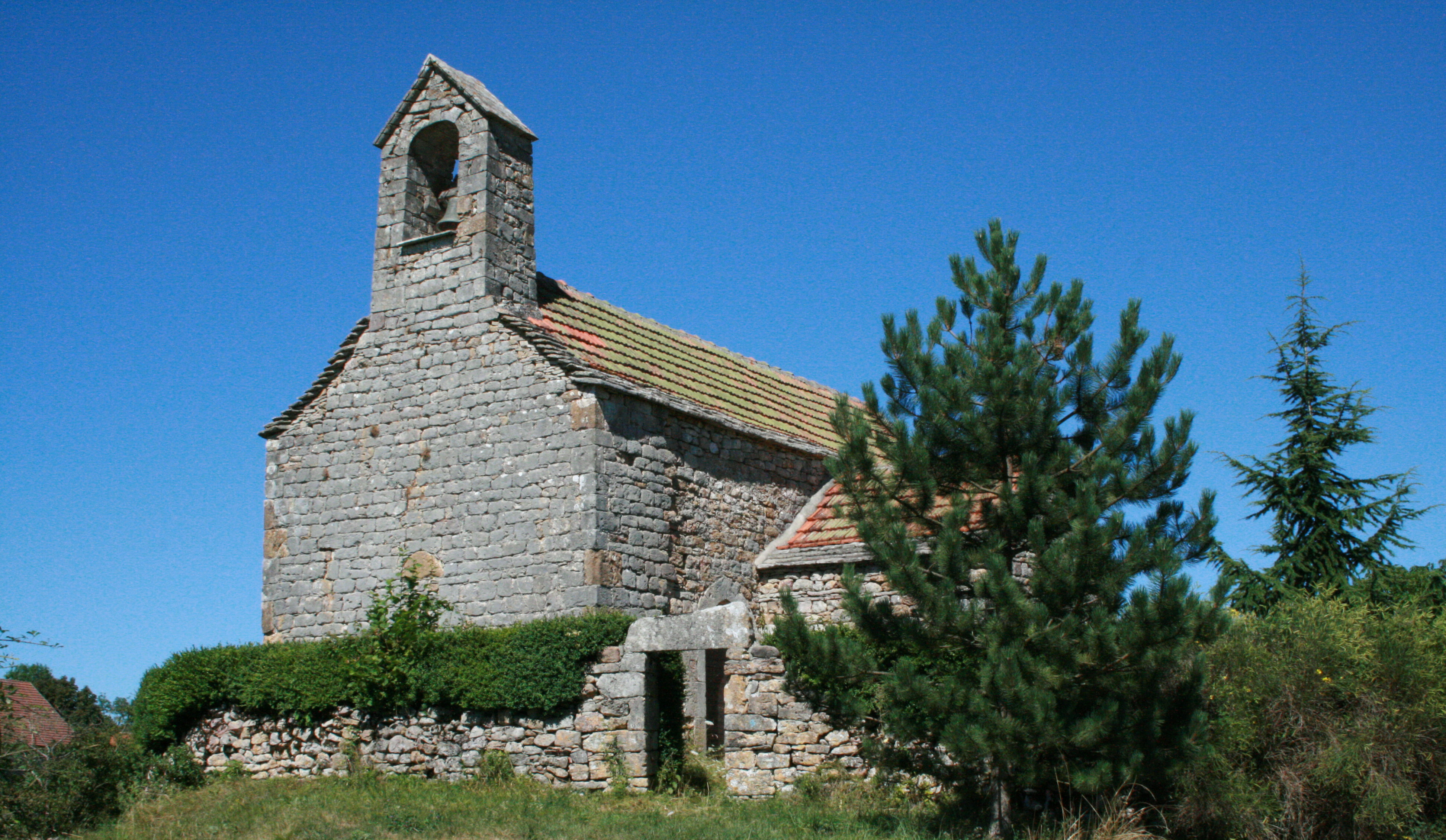
Церковь
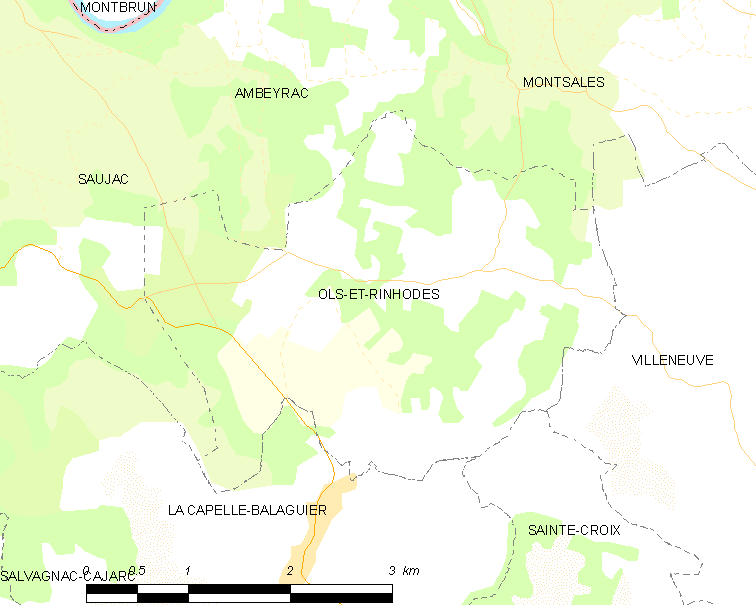
Карта коммуны